# 褐蓝子鱼
褐蓝子鱼（学名：Siganus fuscescens，俗名臭肚魚（「肚」又作「都」）、象魚、雉魚、羊嬰、娘唉、黎猛、泥鯭）为蓝子鱼科蓝子鱼属的鱼类。於1782年首次被荷蘭博物學家馬蒂努斯·胡圖恩描述為Centrogaster fuscescens，模式產地為日本長崎。

## 分布
本魚西太平洋區，包括斯里蘭卡、印度、安達曼海、泰國、緬甸、馬來西亞、菲律賓、日本、台灣、越南、中國沿海、印尼、新幾內亞、澳洲、密克羅尼西亞、帛琉、馬里亞納群島、馬紹爾群島、諾魯、所羅門群島、斐濟群島、新喀里多尼亞等海域。
生活水深1至50公尺。

## 特徵
本魚體呈長橢圓形且側扁，標準長度為其深度的2.3至2.9倍。頭部的背部輪廓在眼睛上方微弱到顯著凹陷，鼻子呈鈍或尖。前鼻孔有一個瓣，隨著魚的生長而變短，體側上褐綠，下為銀白；雜以白微帶淺藍的圓斑。沿體縱軸排列成行。側線下，斑點大，成6行，側線以上，斑點小，排列約成18至20行。背鰭和臀鰭的鰭棘部具明顯缺刻。尾鰭在幼魚時期成淺凹形，成魚則呈淺叉形。受驚嚇時體色變成暗棕、灰棕和白色交雜。背鰭硬棘13枚、軟條10枚；臀鰭硬棘7枚、軟條9枚。體長可達40公分。鰭棘有側溝，會分泌毒液，被刺傷會麻痺。同屬的另一個種長鰭藍子魚（學名：Siganus canaliculatus，也稱臭肚、象魚）與此品種相似，但色不同。 

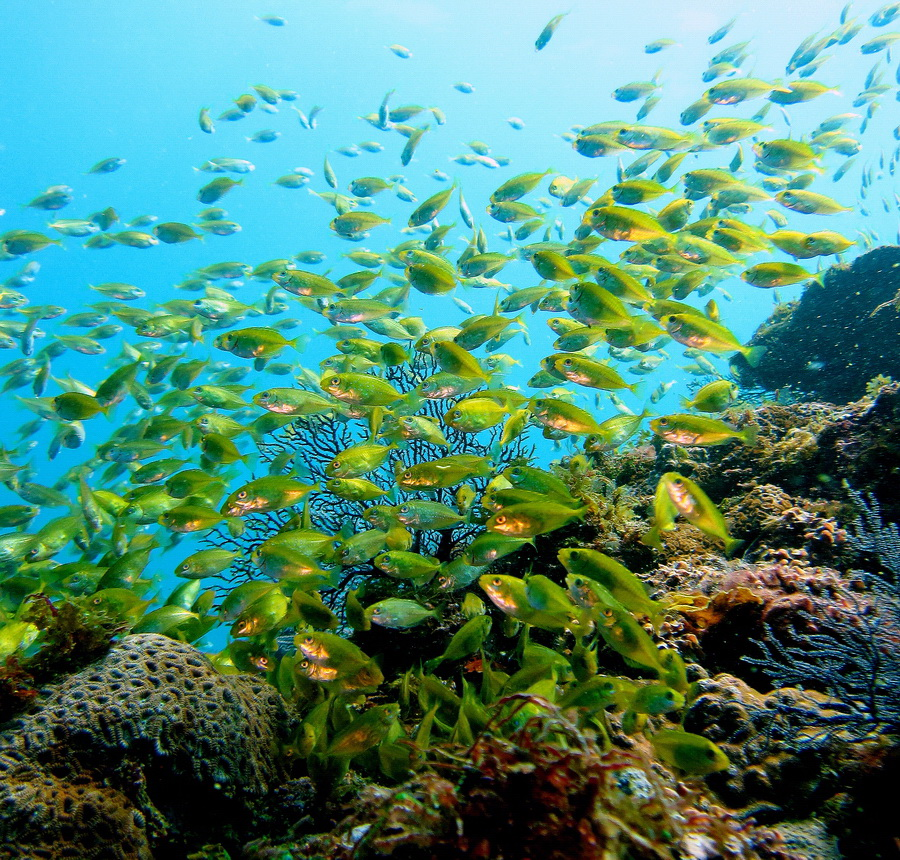
一群褐藍子魚的幼魚，成群的在啃食淺海區礁石上的藻類。 褐藍子魚在幼魚時體色為黃綠色。相片地點為台灣東北角的龍洞灣。

## 生態
本魚棲於平坦底質淺水或珊瑚礁，於高緯度地區，則棲息於岩礁區或淺水灣。幼魚的飲食以絲狀藻為主，而成魚則偏好葉藻和海草。當幼魚到達珊瑚礁平台時，它們會聚集成群，正常規模為200隻，但最多可達5,000隻。當它們長到3個月大時，魚群中的魚數量會減少到約12條。在產卵前，該物種在內礁灘的凸起區域形成30-60隻的聚集體，並在新月的第四天或第五天產卵。產卵發生在珊瑚礁邊緣附近，每隻雌魚一次產卵約30萬。

## 食用
泥鯭曾經算是下等價錢的「食用魚」，不能上大桌，即是不會出現於喜慶宴會的菜單之上。這是因為從前往來香港島和九龍半島只能依靠船運，而在當時水質較現在好的香港來說，在維多利亞港兩岸的碼頭很容易就可以釣到泥鯭魚，不愁供應。因此香港有一句俗語「泥鯭充石班」。而泥鯭粥已經是香港美食之一，名揚日本及東南亞，而泥鯭魚肉本身肉質相當鮮美，清蒸加陳皮、醬油和熱油便十分美味，或者煮湯加薑片，也很醒胃。在台灣澎湖的烤臭肚魚乾和酸瓜臭肚是當地著名的食品。

## 捕捉與處理
可用竿釣、刺網及陷籠方法。由於泥鯭的鰭有毒，因此常使用泥鯭籠捕捉，是由鐵絲網包成的一個籠，設有一個「有入無出」的入口，結構由雞籠變化而來。籠內放泥鯭魚愛吃的食物如油條或麵包皮之類。可以同時一人操作多個泥鯭籠和捉魚的據點，本小利大，操作簡單，泥鯭魚獲可免身體受傷。 。
勞工手套及剪刀是捉泥鯭魚之必要工具。不可將腸管弄破，以免污染魚肉。

## 相關
- 泥鯭的：是香港的士之某種經營方法，又稱「釣泥鯭」，可以收集同一路線的乘客，進行集體運輸。在香港法例之下，泥鯭的是非法行為。

## 外部連結
- 褐藍子魚 （象魚、臭肚）
- 臭都魚[永久]